# Tuenno
Tuenno (Nones: Tuèn) ist eine Fraktion und Gemeindesitz der italienischen Gemeinde (comune) Ville d’Anaunia in der Provinz Trient in der Region Trentino-Südtirol.

## Geografie
Der Ort liegt etwa 45 Kilometer nordnordwestlich von Trient und etwa 28 Kilometer südwestlich von Bozen auf einer Höhe von 629 m.s.l.m. auf der orographisch rechten Seite des Nonstals. In Tuenno biegt die Zufahrtsstraße zum Tovelsee im Naturpark Brenta Adamello ab.

## Geschichte
Die Herren von Tuenno sind seit dem Ende des 12. Jahrhunderts urkundlich belegt. Ein Dokument von 1191 beschuldigt Anrold von Metz und seinen Bruder Gumpolin aus dem Geschlecht der Herren von Fai, Ulrich von Thuenno ermordet zu haben. 1214 erscheinen als adlige Zeugen Adelpero von Tuenno, 1211/34 Jakob, sowie 1220 dessen Sohn Petrus. Ab dem 14. Jahrhundert sind zahlreiche bischöfliche Lehensleute in Tuenno nachgewiesen, welche auf Seiten der Herren von Thun standen und mit den der Gegenpartei angehörenden von Cazzuffo im Zwist lagen. Ausserer zufolge wurde Schloss Tuenno wie Altaguardia und San Ippolito bei dem Volksaufstand von 1407 zerstört.
Tuenno war bis 2015 eine eigenständige Gemeinde und schloss sich am 1. Januar 2016 mit den Gemeinden Tassullo und Nanno zur neuen Gemeinde Ville d’Anaunia zusammen. Tuenno hatte am 31. Dezember 2015 2425 Einwohner auf einer Fläche von 71,29 km². Die Nachbargemeinden waren Campodenno, Cles, Cunevo, Denno, Dimaro, Flavon, Molveno, Nanno, Ragoli, Spormaggiore, Tassullo und Terres. Die Gemeinde gehörte zur Talgemeinschaft Comunità della Val di Non.

## Sehenswürdigkeiten
- Kirche di Santa Emerenziana
- Kirche di Sant’Orsola e Compagne
- Kirche di San Nicolò